# Karl Renard
Pour les articles homonymes, voir Renard (homonymie).
Karl (Charles) Renard (en russe : Карл Иванович Ренар, Karl Ivanovitch Renard), né le 22 avril (2 mai) 1809 à Mayence et mort le 1er (13) septembre 1886 à Wiesbaden, est un savant allemand d'origine française qui fit toute sa carrière en Russie. Il fut directeur du musée zoologique de Moscou de 1858 à 1862 et président de la Société impériale des naturalistes de Moscou et conservateur des collections ethnographique du musée Roumiantsev.

## Biographie
Karl Renard est le fils du docteur Jean-Claude Renard (1778-1827), professeur de médecine à l'école spéciale de médecine de Mayence et issu d'une famille d'origine française né et installé à Mayence toute sa vie. Il étudie d'abord à Mayence, puis il entre à la faculté de médecine de l'université de Giessen dont il obtient le grade de docteur en 1832. En 1834, il est appelé à Moscou par son oncle Gotthelf Fischer von Waldheim (1771-1853), médecin et précurseur de la paléontologie en Russie, qui a fondé le musée zoologique de Moscou dont il a laissé la direction à son fils deux ans plus tôt, et la Société impériale des naturalistes de Moscou et qui est alors directeur de l'Académie de médecine (ru).
Karl Renard devient médecin attaché au gouverneur général de Moscou, le prince Galitzine. En 1840, il est élu à la Société impériale des naturalistes de Moscou et abandonne la pratique de la médecine. Il consacre alors toute sa carrière au musée zoologique de Moscou dont il est le conservateur pendant plus de vingt-cinq ans et le directeur de 1858 à 1862. Il est secrétaire pendant trente-deux ans de la Société impériale des naturalistes de Moscou, pour laquelle il rédige de nombreuses communications, et a la responsabilité de la rédaction de son bulletin, puis vice-président et enfin président de 1884 à 1886. Il meurt alors qu'il se fait soigner à Wiesbaden. Les funérailles ont lieu en l'église catholique Saint-Pierre-et-Saint-Paul de Moscou. Il est enterré au cimetière de la Présentation (Moscou), comme son oncle. Son fils Ivan Karlovitch Renard était membre honoraire de la Société des naturalistes de Moscou.
Il était membre honoraire de plus de 130 sociétés savantes et académies étrangères et termina sa carrière avec le rang de conseiller privé.
Une espèce de serpent venimeux, Vipera renardi, est nommée en son honneur.

## Décorations
- Ordre de Sainte-Anne de 1re classe
- Ordre de Saint-Stanislas de 1re classe
- Ordre de Saint-Vladimir de 2e classe
- Commandeur de l'ordre de Frédéric (royaume de Wurtemberg)
- Commandeur de la Légion d'honneur